# زسترا چیلنسیس
زسترا چیلنسیس (نام علمی: Zostera chilensis) نام یک گونه از تیره نواریان است.